# Staffordshire-bulterriër
De staffordshirebulterriër is een middelgroot, kortharig hondenras, dat oorspronkelijk gefokt werd voor het stieren- en berengevecht. Honden die zich in het hondengevecht bewezen hadden werden met elkaar gekruist. Uiteindelijk ontstond zo de huidige staffordshire-bulterriër. Na het verbod op honden- en stierengevechten (1835) is de bulterriër tot een gewaardeerde metgezel uitgegroeid. De hond wordt vaak omschreven als 'een grote hond in een kleine verpakking'. De staffordshire-bulterriër dient niet te worden verward met de Amerikaanse staffordshireterriër ("amstaff"), of de Amerikaanse pitbullterriër: deze zijn op geheel andere wijze gefokt. Als de vergelijking met deze andere terriërs dan toch gemaakt wordt, dan is de staffordshire-bulterriër in elk geval de kleinste van deze drie. Hij is ontstaan uit een kruising tussen een Old English bulldog en een terriërsoort. De hond werd in 1935 door de Engelse Kennel Club (KC) als apart ras erkend en in 1974 door de Amerikaanse Kennel Club (AKC). Het ras wordt verder door de Australian National Kennel Council (ANKC), de Canadian Kennel Club (CKC), de Kennel Union of Southern Africa KUSA, de New Zealand Kennel Club (NZKC) en de United Kennel Club (UKC) erkend.

## Uiterlijke kenmerken
- Algemeen voorkomen: Het ras heeft een korte, gladde en dichte vacht, is goed gebalanceerd en geproportioneerd, vrij sterk voor zijn grootte, gespierd, actief, vlug en behendig. Het krachtige voorkomen verraadt zijn bulldogafkomst.
- Afmetingen: Schouderhoogte 35,6-40,6 centimeter (afhankelijk van de relatie tot het gewicht); gewicht reuen 12,7 tot 17,3 kilogram, teven 10,9 tot 15,4 kilogram.[1]
- Kleur: Gestroomd, zwart rood, reebruin (geelbruin), wit, zwart of blauw of elk van deze kleuren in combinatie met wit. Zwart met rode brand (black and tan) of leverkleur (chocoladebruin) zijn hoogst onwenselijke kleuren.
- Specifieke kenmerken: De staffordshire-bulterriër heeft een kort hoofd met een diepe en brede schedel en een duidelijke overgang van de snuit naar schedel. Hij heeft een zwarte neus, korte muil en een sterke kaak met grote, loodrecht ten opzichte van de kaak ingeplante tanden, met een perfecte, gelijkmatige en complete schaarbeet (geen over-/onderbeet). De hond heeft strakke, goed belijnde lippen en uitgesproken kaakspieren. Bij voorkeur heeft een staffordshire-bulterriër donkergekleurde ogen, maar ze mogen ook in relatie tot de vachtkleur staan. De ogen zijn rond, middelgroot en zo gepositioneerd dat de hond recht voor zich uitkijkt. De oogranden zijn donker. Hij heeft rozen- of halfstaande oren. Grote, hangende, of volledig staande oren zijn hoogst onwenselijk. Hij heeft een gespierde, naar het korte neigende nek, duidelijk afgelijnd en geleidelijk naar de schouder toe verbredend. De staffordshire-bulterriër heeft rechte, redelijk uit elkaar geplaatste voorpoten en een goede beenstructuur. De voorpoten vertonen op polshoogte geen enkele vorm van zwakte, terwijl de voeten licht naar buiten staan gedraaid. De schouders zijn iets naar achteren gepositioneerd en hij heeft geen losheid in de ellebogen. De staffordshire-bulterriër heeft een kort lichaam, een egale rug en een brede, diepe, naar het borstbeen aflopende borstkas. Hij heeft goed gewelfde ribben en veel en goed gedefinieerde spiermassa. De staffordshire-bulterriër heeft goed gespierde achterpoten, die parallel ten opzichte van elkaar staan, laag geplaatste sprongen en goed gebogen knieën. Zijn voetkussens zijn sterk en middelgroot. Eenkleurige honden hebben zwarte nagels. De staart is middellang en laag aangezet en versmald naar de punt toe. De staart wordt ietwat laag gedragen. De hond beweegt zich moeiteloos met een soepele, krachtige en lenige gang. Zijn poten bewegen zich zowel van voren als van achteren bekeken parallel ten opzichte van elkaar (telgang). Mannelijke honden moeten twee volledig ingedaalde en op het oog normale testikels hebben.

## Karakter
De staffordshire-bulterriër heeft behoefte aan duidelijkheid. Een staffordshire-bulterriër is energiek, speels, leergierig en trouw. De hond is territoriaal, opmerkzaam en waaks.
In zijn contacten met andere honden kan de staffordshire-bulterriër soms als eenling optreden: deze verlopen voor sommige dieren op volwassen leeftijd niet vlekkeloos. Twee staffordshire-bulterriër reuen kunnen dominant gedrag ten opzichte van elkaar vertonen. Andere huisdieren zijn, mits de staffordshire-bulterriër vanaf jonge leeftijd hier aan gewend is, meestal geen probleem.

## Omgang
Een staffordshire-bulterriër heeft een groot leervermogen, dat hij ook zal aanwenden. Naar de staffordshire-bulterriër toe dient consequent te worden opgetreden, hij heeft behoefte aan duidelijkheid. De energieke staffordshire-bulterriër is dol op spelletjes, de intelligente staffordshire-bulterriër dient te worden uitgedaagd, anders gaat hij zich al snel vervelen. De hond heeft een gemiddelde bewegingsbehoefte, een staffordshire-bulterriër die voldoende beweegt is rustiger binnenshuis.
De staffordshire-achtigen zijn dikwijls verantwoordelijk voor bijtincidenten.  Dit lijkt vooral betrekking te hebben op de soorten, die kenmerken hebben van de Amerikaanse staffordshireterriër.

## Nederland
In Nederland is de Engelse staffordshire-bulterriër geïntroduceerd rond 1970. In 1975 richtte men de SBTCN, Staffordshire Bull Terriër Club Nederland, op. Tegenwoordig wordt er jaarlijks de Nicolai Grishkov-trofee georganiseerd, waarbij alle CAC- en RCAC-winnaars van het afgelopen jaar worden uitgenodigd.
Airedaleterriër ·
Amerikaanse staffordshireterriër ·
Australische silkyterriër ·
Australische terriër ·
Bedlingtonterriër ·
Borderterriër ·
Braziliaanse terriër ·
Bulterriër ·
Cairnterriër ·
Ceskyterriër ·
Dandie Dinmont-terriër ·
Duitse jachtterriër ·
Engelse toyterriër ·
Foxterriër ·
Glen of Imaalterriër ·
Ierse terriër ·
Irish soft-coated wheaten terrier ·
Jackrussellterriër ·
Japanse terriër ·
Kerry blue-terriër ·
Lakelandterriër ·
Manchesterterriër ·
Miniatuur Bulterriër ·
Norfolkterriër ·
Norwichterriër ·
Parson Russell-terriër ·
Schotse terriër ·
Sealyhamterriër ·
Skyeterriër ·
Staffordshire-bulterriër ·
Welsh terriër ·
West Highland white terrier ·
Yorkshireterriër